# Worcester City FC

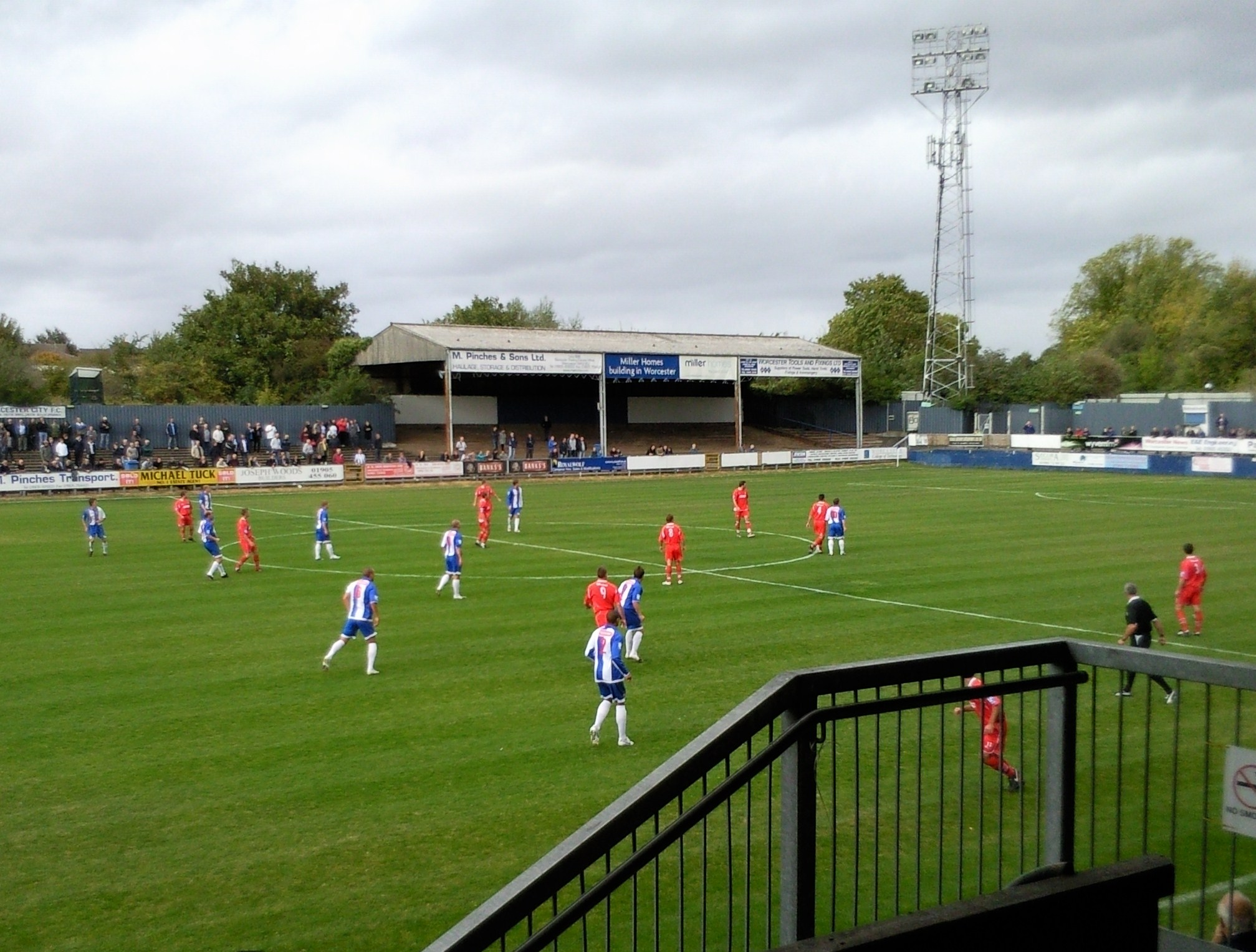
Wedstrijd tegen Dover Athletic in 2009

Worcester City FC is een Engelse voetbalclub uit Worcester, Worcestershire.
De club werd op 9 september 1902 opgericht nadat een andere plaatselijke club, Berwick Rangers opgeheven werd. City nam de plaats van de Rangers over in de Birmingham League en speelde daar 36 jaar. Daarna schakelde de club om naar de Southern League tot 1979 bij de oprichting van de Alliance Premier League. City bleef in de hoogste klasse van het Engelse non-League systeem tot 1984/85, hoewel de club voor kerstmis nog aan de leiding stond degradeerde Worcester.
Hun beste FA Cup prestatie is een 4de ronde in 1959 toen tegen Sheffield United verloren werd, wel werd wel de allergrootste club uit de Engelse geschiedenis aan de kant gezet, Liverpool FC verloor met 2-1, op dat moment speelde club wel in de 2de klasse, maar dat was nog een heel aantal divisies boven Worcester.
Na het seizoen 2009/10 werd Worcester van de Conference South naar de Conference North overgeplaatst.

## Records
- grootste overwinning: 18-1 tegen Bilston in de Birmingham League in 1931
- zwaarste nederlaag: 0-10 tegen Wellington Town in de Birmingham League in 1920
- hoogste transfersom betaald: £10,000 voor Jai Stanley van Moor Green FC in 2003
- hoogste opkomst: 17042 tegen Sheffield United in FA Cup 1959
- jongste scorer: Sam Wedgbury scoorde in september 2005 op 16-jarige leeftijd tegen Bemerton Heath Harlequins

## Bekende (ex-)spelers
- Levi Andoh
- Roger Davies